# Aboadela
Aboadela é uma povoação portuguesa do Município de Amarante que foi sede da Freguesia de Aboadela, freguesia que tinha 21,26 km² de área, os quais eram demarcados com as vizinhas localidades de Canadelo, Sanche, Várzea, Olo e Ansiães. A freguesia apresentava 783 habitantes (2011), e, por isso, uma densidade populacional de 36,8 hab/km².
A Freguesia de Aboadela foi extinta em 2013, no âmbito de uma reforma administrativa nacional, tendo sido agregada às freguesias de Sanche e Várzea, para formar uma nova freguesia denominada União das Freguesias de Aboadela, Sanche e Várzea da qual é sede.

## História

### Origens e toponímia
Pode-se falar de Aboadela ao longo da história, mas na realidade, ao longo dos séculos a sua denominação foi alvo de várias alterações. Assim, nos seus primórdios, isto é, por volta de finais do século XII, designava-se por “Santa Maria de Bobadella”, que juntamente com a actual freguesia de Canadelo constituíram a “Honra e Ovelha do Marão”.
Neste território (Honra e Ovelha do Marão) encontrava-se um juiz, um ordinário, um vereador, um procurador, entre outros honrosos funcionários. Aqui, também estava presente uma Companhia de Ordenança que constituía um tipo de confraria que procurava defender a conscrição local, bem como a defesa de castelos, ou seja, tratavam da defesa e organização do território. Há ainda a salientar que a Companhia de Ordenança era chefiada por um Capitão-Mor. No caso do território da Honra e Ovelha do Marão, esta era sujeita ao Capitão-Mor de Gestaçô ou Gestaço, que fora um antigo município na comarca de Penafiel que fora extinto no século XIX.
Durante vários séculos, Aboadela foi alvo de várias alterações. Deste modo, pode-se falar de múltiplas designações, as quais se passam a citar: Bobadella, Abovedela, Boudela, Bovedella, Bauadela, Buedela e Bobadela, sendo finalmente designada como Aboadela d’Ovelha do Marão, hoje conhecida somente por Aboadela. Quanto à sua toponímia, ela tem origem em “Aboar”, que significa pôr marcos, dividir, estremar ou demarcar.

### Forais
Os primeiros registos sobre esta localidade datam do século XII, quando Aboadela recebeu o primeiro foral no ano de 1196 no reinado de D. Sancho I, em Guimarães. Os forais concediam direitos e deveres aos cidadãos, entre outros. Neste caso, o foral imposto pelo rei D. Sancho I estabelecia que cada casal pagasse uma renda de “seis ferros por anno”, não se sabendo no entanto, hoje, a que ferros o foral se referia, pensa-se contudo, que como o foral se destinava a pessoas que tinham terras onde estavam patentes minas de ferro em lavra, então o dito ferro poderia ser uma espécie de barra de ferro ou uma ferradura.
Outros forais foram atribuídos posteriormente, não havendo todavia, registos do seu conteúdo. Sabe-se porém, que em 1212, D. Afonso II atribuiu pela segunda vez um foral, e mais tarde, em 1514, D. Manuel I também atribuiu mais um, neste caso, o último.

### Beetria do Reino de Portugal
Há registos que apontam que Aboadela terá sido vila e couto, no entanto, realça-se o facto de ter sido uma das dez “beetrias” do reino, em meados do século XV. As “beetrias” destacavam-se em relação aos contos e às honras por constituírem um povo livre, que gozava do direito de escolha e mudança de senhor, sempre que assim o desejassem, ao contrário do que acontecia nos coutos e nas honras.
Em Amarante existiram três das dez “beetrias” que fizeram parte de Portugal. Assim, para além do Ovelha, realça-se a Beetria de Amarante e a de Louredo. Quanto à Beetria de Ovelha do Marão, ela acabaria por ser extinta em 1550, no reinado de D. João III, passando depois a ser uma Vigararia e ainda uma Reitoria. Foram senhores da Beetria da Honra e Ovelha do Marão, Vasco Martins de Sousa, Martim Afonso de Sousa e D. Jaime, Quarto Duque de Bragança.

### Honra e Concelho

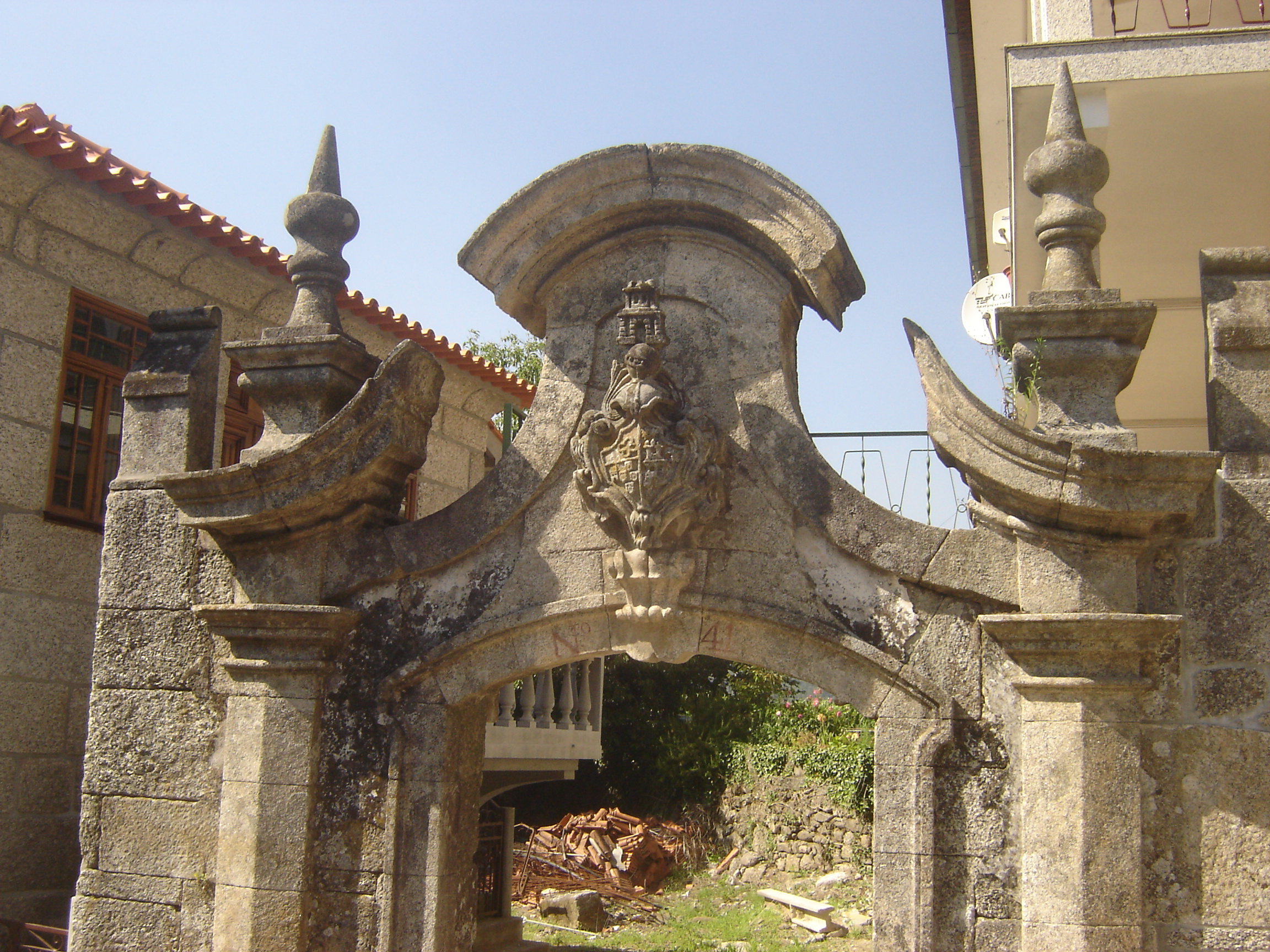
Símbolo na antiga casa da Câmara.

No século XVI, com a extinção de “beetria”, Aboadela mudava mais uma vez de estatuto, desta vez sendo substituída por uma Honra que associada ao conceito de concelho permaneceu até ao período do Liberalismo, isto é, até ao século XIX. O novo concelho de Ovelha do Marão foi então constituído pelas freguesias de Aboadela de Ovelha do Marão e S. Pedro de Canadelo. Foram senhores desta terra, D. Luís António de Sousa Botelho Mourão, quarto morgado de Mateus e D. José Maria do Carmo de Sousa Botelho Mourão e Vasconcelos, seu filho. É da época destes ilustres senhores que data o brasão existente na antiga Casa da Câmara, no Lugar da Rua, símbolo emblemático do poder que se fazia então sentir naquele período nesta região.

### Invasão Francesa
As invasões francesas deram-se em três momentos, e num primeiro e segundo momento acabariam por atingir a vila de Amarante, mas também passaram por Aboadela, no concelho de Ovelha do Marão, tendo ocorrido aqui uma das mais violentas batalhas de então, isto precisamente a 9 de Maio de 1809. Aboadela foi deste modo, um sítio estratégico para o lado português. Nesta aldeia foi reforçada a artilharia portuguesa e ainda foi oferecido apoio logístico.
As tropas francesas à chegada a Aboadela e à semelhança do que faziam noutros lugares por onde passavam serviam-se da população, ou seja, procuravam abastecimento junto desta. Seguidamente, não tinham qualquer gesto de piedade, pilhando e destruindo tudo que pudessem. Contudo, há a registar a derrota das tropas francesas contra três corpos de cavalaria portuguesa enfraquecendo deste modo, o lado francês.

### A integração de Aboadela no concelho de Amarante
No século XIX, Amarante recebeu muitas das freguesias dos concelhos que haviam sido extintos (Gestaçô, Gouveia e Santa Cruz de Ribatâmega). É pois nesta altura que a Honra e Ovelha do Marão é destituída, através do Decreto 06/11 de 1836. Assim, as freguesias de Canadelo e Aboadela ficam anexadas ao concelho de Amarante, as quais permanecem até aos dias de hoje.

## Geografia

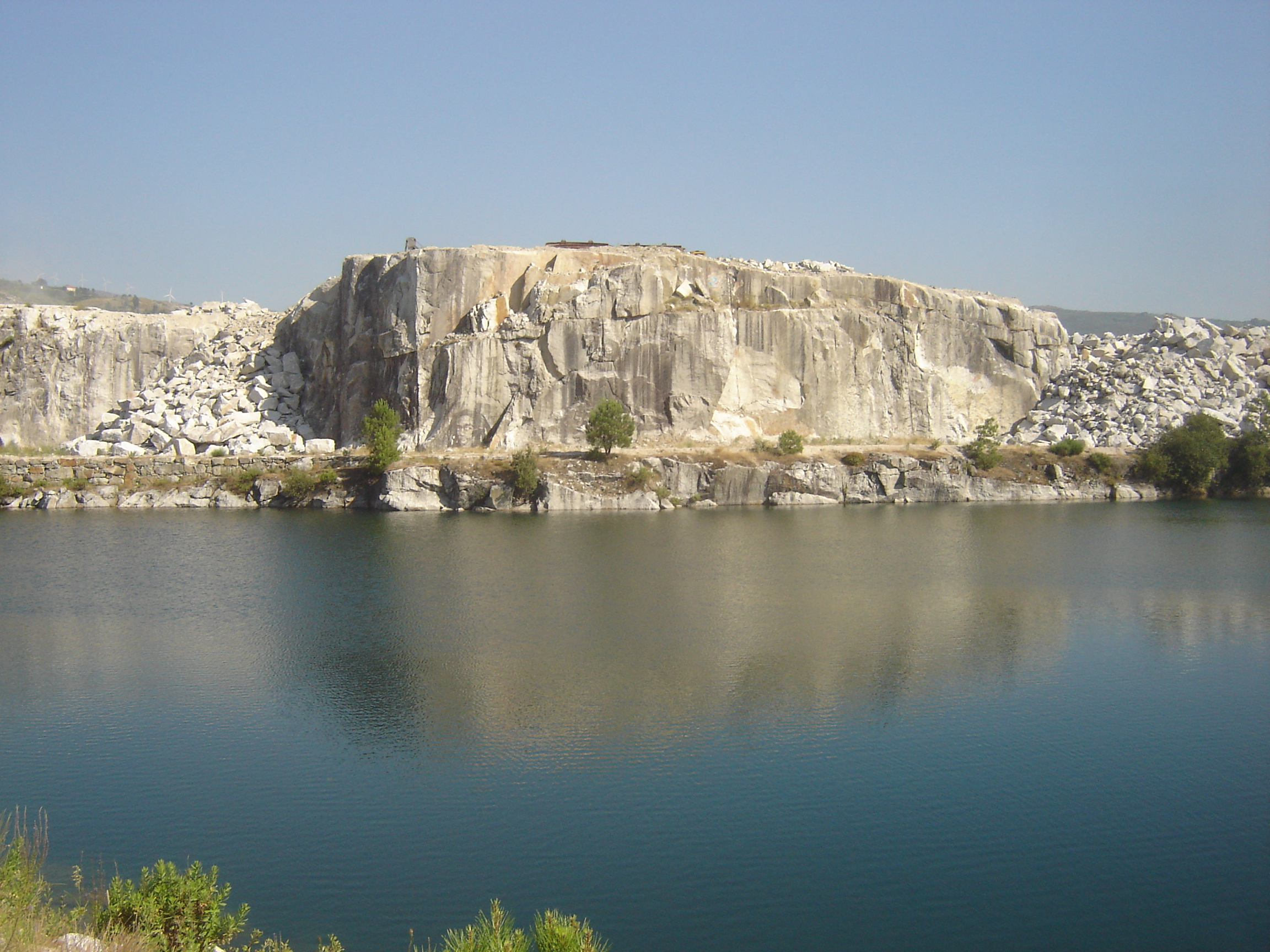
Lagoa junto ao IP4.

Aboadela situa-se na parte ocidental da Serra do Marão. Dista 10 quilómetros do centro de Amarante, 26 do centro de Vila Real e 65 do centro do Porto. O principal acesso é feito através do IP4 que possui uma saída nesta localidade e a EN15 também está relativamente próxima. Para além da Serra do Marão, com uma altitude de 1450 metros, Aboadela é servida pelo Rio Ovelha que nasce nesta localidade e que a atravessa. O solo é maioritariamente formado por granito, mas também está presente o xisto.

## População
★ Nos censos de 1911 a 1930 tinha anexada a freguesia de Várzea. Pelo decreto-lei nº 23.544, de 03/02/1934 foram desanexadas, passando a constituir freguesias autónomas
| Totais e grupos etários | Totais e grupos etários | Totais e grupos etários | Totais e grupos etários | Totais e grupos etários | Totais e grupos etários | Totais e grupos etários | Totais e grupos etários | Totais e grupos etários | Totais e grupos etários | Totais e grupos etários | Totais e grupos etários | Totais e grupos etários | Totais e grupos etários | Totais e grupos etários | Totais e grupos etários |
| ----------------------- | ----------------------- | ----------------------- | ----------------------- | ----------------------- | ----------------------- | ----------------------- | ----------------------- | ----------------------- | ----------------------- | ----------------------- | ----------------------- | ----------------------- | ----------------------- | ----------------------- | ----------------------- |
|                         | 1864                    | 1878                    | 1890                    | 1900                    | 1911                    | 1920                    | 1930                    | 1940                    | 1950                    | 1960                    | 1970                    | 1981                    | 1991                    | 2001                    | 2011                    |
| Geral                   | 825                     | 813                     | 800                     | 786                     | 1764                    | 1220                    | 1278                    | 1010                    | 1061                    | 1104                    | 994                     | 845                     | 776                     | 887                     | 783                     |
| i)                      |                         |                         |                         |                         |                         |                         |                         |                         |                         |                         |                         |                         |                         | 209                     | 129                     |
| ii)                     |                         |                         |                         |                         |                         |                         |                         |                         |                         |                         |                         |                         |                         | 119                     | 106                     |
| iii)                    |                         |                         |                         |                         |                         |                         |                         |                         |                         |                         |                         |                         |                         | 397                     | 380                     |
| iv)                     |                         |                         |                         |                         |                         |                         |                         |                         |                         |                         |                         |                         |                         | 162                     | 168                     |

 i) 0 aos 14 anos; ii) 15 aos 24 anos; iii) 25 aos 64 anos; iv) 65 e mais anos	

## Economia
Alguma da população dedica-se à agricultura, embora este sector esteja em decadência. Há também quem se dedique à construção civil, ao artesanato e ao pequeno comércio. Salienta-se ainda as pessoas que trabalham em entidades públicas como as escolas, jardins de infância, junta de freguesia, entre outros. O resto da população dedica-se a diversas actividades, fora da localidade.
Durante a Idade Média para além da agricultura, a população dedicou-se à caça, à pastorícia, mas também à pesca, proveniente do Rio Ovelha.

## Figuras ilustres
António Clemente Pinto (1º Barão de Nova Friburgo)

## Gastronomia
Dentro da gastronomia típica tradicional de Abodadela destacam-se os pratos de carne, nomeadamente, o cabrito assado, mas também o arroz de cabidela. Relativamente ao primeiro prato, este deve ser cozinhado em forno de lenha e acompanhado por batatas e arroz que deverá ser de forno.
Quanto ao arroz de cabidela, primeiramente deve-se recolher o sangue para um recipiente quando se mata a ave (galo ou galinha). O mesmo deve ser estufado numa calda até ficar bem apurado, aproveitando-se esta água para cozinhar o arroz.
No final da cozedura do arroz, adiciona-se o sangue das aves e mexe-se.
Para saborear na totalidade estes pratos é aconselhável serem acompanhados por vinho verde, natural da região.

## Festas populares e feiras
- S. Sebastião (Lugar da Rua) - 20 de Janeiro
- S. Brás (Lugar de Várzea) - 3 de Fevereiro
- Santo António (Lugar de Covêlo do Monte) - 13 de Junho
- Santa Maria (Orago da aldeia) - 15 de Agosto
- S. Bento (Lugar do Carregal) - 1 de Novembro

- Feira do Mel - Verão

## Símbolos e Património

### Brasão
Quanto ao brasão, e em conformidade com um brasão típico de qualquer freguesia, independentemente da área ou do número de habitantes, ele apresenta uma coroa mural de prata com três torres. O escudo é dourado, onde está presente um monte de três cômoros de verde, representando a Serra do Marão. Mais a baixo está uma ponte de quatro arcos que representa um dos maiores símbolos da freguesia, a ponte românica. Por baixo da ponte, o azul simboliza o Rio Ovelha.

Sobre a ponte ainda está presente uma ovelha, símbolo também da localidade quer fosse pelo seu passado, onde outrora fora Honra e Ovelha do Marão, mas também em homenagem ao rio que nasce e atravessa a localidade, o Rio Ovelha. No fundo do brasão encontra-se presente um listel todo a branco com “Aboadela” escrito a negro.

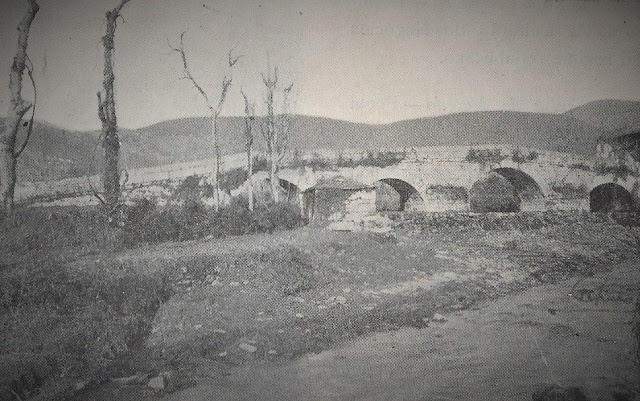
Ponte de Aboadela

### Bandeira
Em relação à bandeira, ela está esquartelada a verde e amarelo. Nela ainda se encontra um cordão e borlas com as cores referenciadas anteriormente.

### Ponte Românica

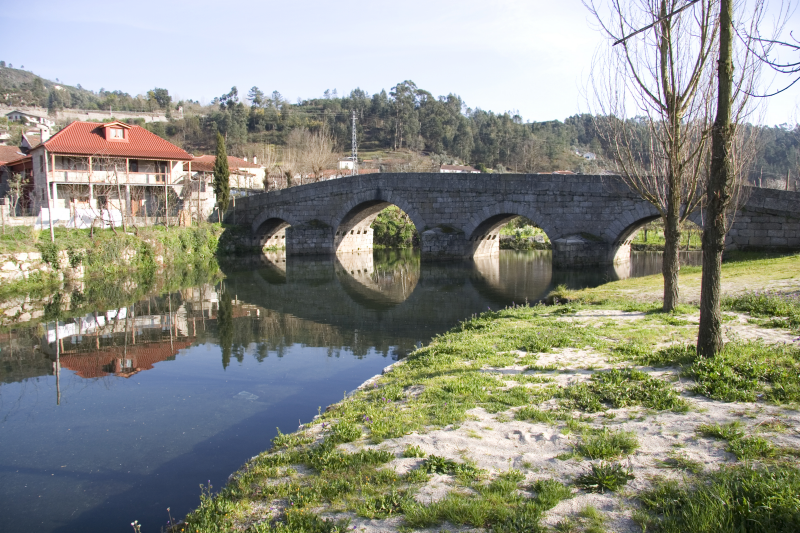
Ponte Românica.

«A ponte de Aboadela foi construída no início do Sec XVII (1611), no reinado de Filipe II, sendo mestre da obra Joâo Lopes, de Guimarães que terá sido igualmente mestre da obra da Ponte de Larim» - Dicionário Histórico e Documental dos Architectos , Engenheiros constructores Portuguezes, a serviço de Portugal - Sousa Viterbo - 1899.
Apresenta-se como um dos símbolos mais importantes da aldeia, e um dos exemplos mais importantes da arquitectura românica da região, quer pelo seu notável estado de conservação quer pelas suas características.
A ponte foi construída por volta de 1630. Na mesma época de construção do cruzeiro e pelourinho.
Está construída sobre o rio Ovelha, um dos principais afluentes do rio Tâmega, é uma das ligações entre as duas margens de Aboadela.
Enquadra-se num meio rural, isolado, num vale rodeado por uma zona montanhosa da serra do Marão. Do lado esquerdo da margem a ponte é antecipada por um cruzeiro do século XVII e o acesso é feito por uma rua onde existe um conjunto de casas na sua maioria edificadas no século XVIII e XIX. Na outra margem o acesso está circundado de quintas e terrenos agrícolas, que se alarga junto à ponte, criando um espaço para estacionamento, com uma fonte e algumas árvores, aqui também se localiza uma praia com areal e onde funciona ocasionalmente um bar. A jusante da ponte existem várias plataformas com pequeno tanque e canais de condução de água, em cantaria. Próximo, na margem direita, ergue-se um velho moinho.
A ponte enquadra-se no estilo Românico, construída em granito e juntas preenchidas com argamassas e seixos, possui quatro arcos de volta perfeita de diferentes tamanhos sendo o segundo a contar da esquerda consideravelmente mais alto que os restantes, (os arcos laterais são mais achatados que os centrais), sobre os arcos assenta um tabuleiro plano no centro e rampeado nas extremidades, com pavimento lajeado de granito. Entre os arcos, para o lado da nascente, existem três talha-mares agudos interrompidos, a jusante, talhantes de planta rectangular. Os parapeitos laterais são formados por duas fiadas de cantaria sobrepostas. Arcos apresentam com aduelas estreitas e compridas, de diferentes tamanhos, apresentando agulheiros do cimbre.
Depois de 2000 a ponte sofreu obras de restauro sobretudo ao nível da pavimentação, onde se procedeu à substituição do lajeado, recolocação de algumas pedras dos parapeitos, assim como a limpeza e remoção da vegetação que se tinha acumulado ao longo das últimas décadas.
Esta ponte é frequentemente designada pela população como “ponte romana”, denominação completamente errada.

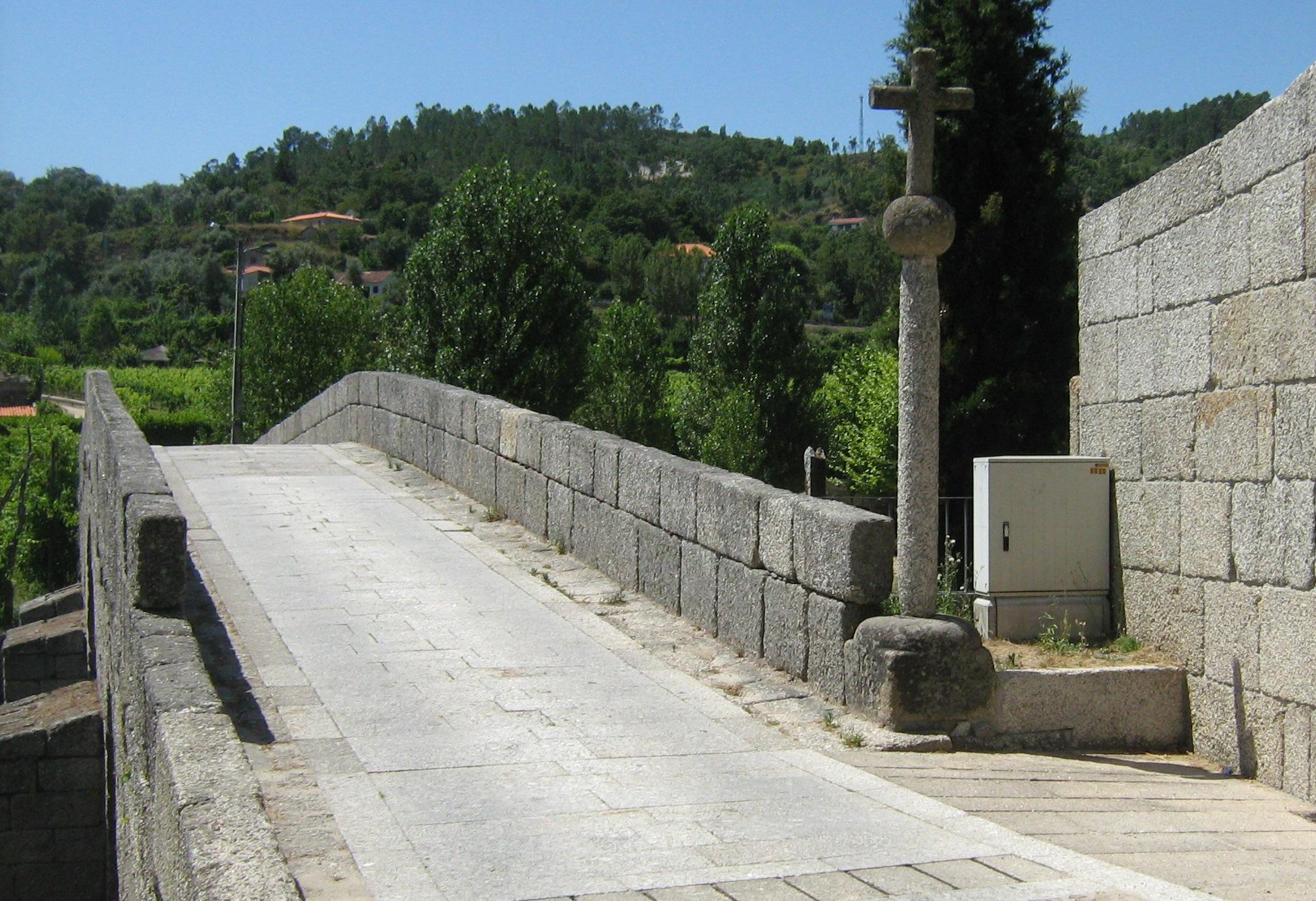
Cruzeiro junto à ponte românica.

### Cruzeiro
Construído no século XVII, o cruzeiro está adossado ao parapeito do lado direito, à entrada da ponte, na margem esquerda. É constituído por plinto de planta quadrada, tendo inscrição com a data de construção na face frontal, e moldura superior em quarto de círculo invertido com encaixe central para o fuste cilíndrico liso. O capitel tem a forma de esfera achatada, sustentando cruz latina lisa, de secção circular.
O cruzeiro apresenta na face frontal do plinto a inscrição “1630 - RMO”, representativo da data de construção.
O motivo de construção é essencialmente de ordem religiosa, normalmente este tipo de edificação servia para lembrar os seus entes queridos falecidos, para além do culto que lhes prestavam nos cemitérios.

### Pelourinho

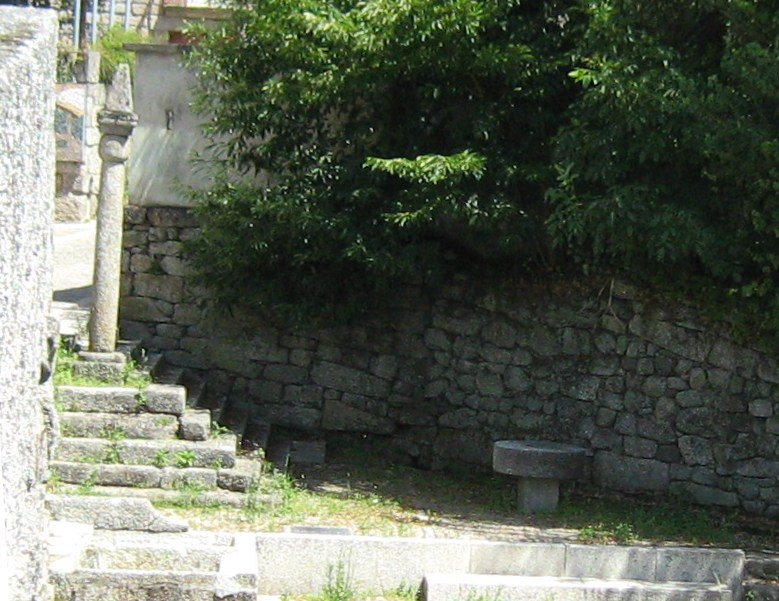
Pelourinho medieval.

O pelourinho de Aboadela localiza-se numa zona rural junto à ponte românica, paralelo ao cruzeiro.
Enquadra-se na tipologia civil de arquitectura seiscentista (século XVII). A base da coluna está assente numa plataforma cúbica construída sobre cinco degraus, tem uma forma de anel baixo e achatado. O fuste é cilíndrico, de superfície lisa, onde são visíveis marcas dos furos onde seriam engatados os ferros de sujeição. O capitel é baixo, está assente numa esfera achatada nos topos superior e inferior, tem uma forma quadrangular que se vai abrindo ligeiramente até terminar num pequeno tabuleiro onde assenta o remate formado por uma pirâmide quadrangular.
Em Portugal, os pelourinhos ou picotas (esta a designação mais antiga e popular) dos municípios localizavam-se sempre em frente ao edifício da câmara e marcavam o local onde era feita justiça. Os presos eram amarrados às argolas e açoutados ou mutilados, consoante a gravidade do delito e os costumes da época.
Apesar de muitos pelourinhos terem sido destruídos pelos liberais a partir de 1834 por os considerarem um símbolo de tirania, este permaneceu praticamente intacto. O facto de a localidade possuir um pelourinho demonstra o seu estatuto e importância durante o período medieval.

## Galeria de imagens

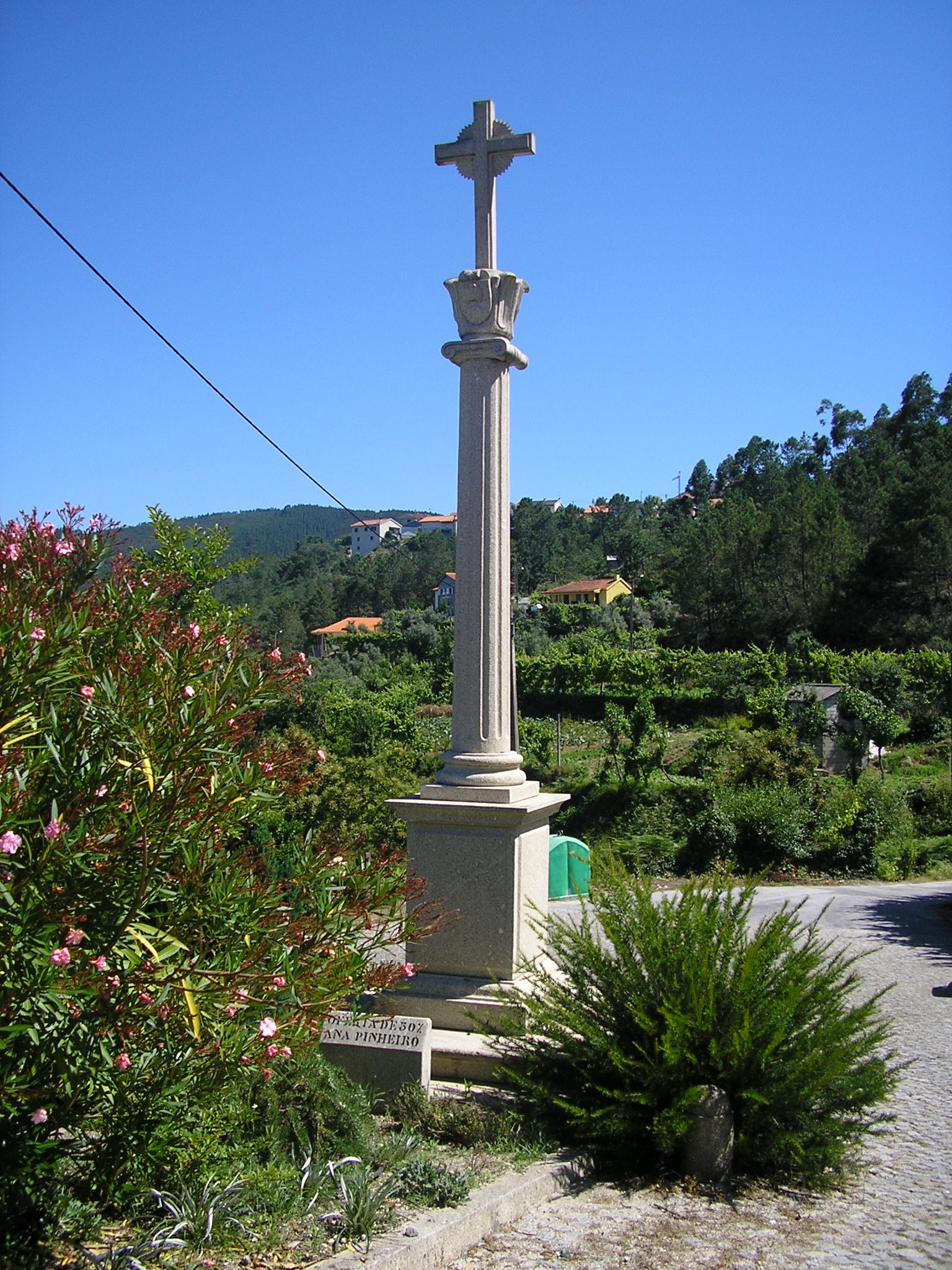
Cruzeiro
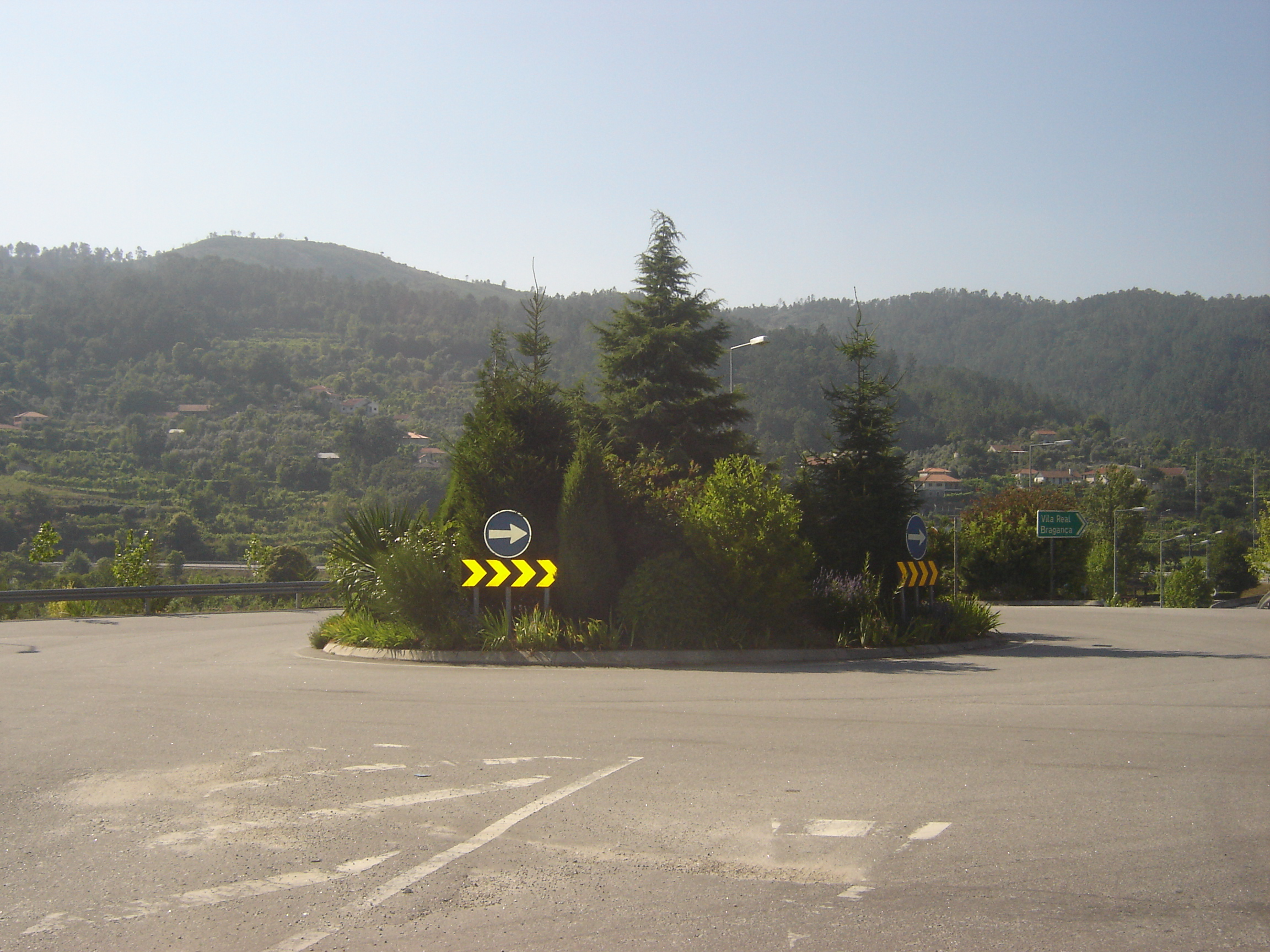
Rotunda
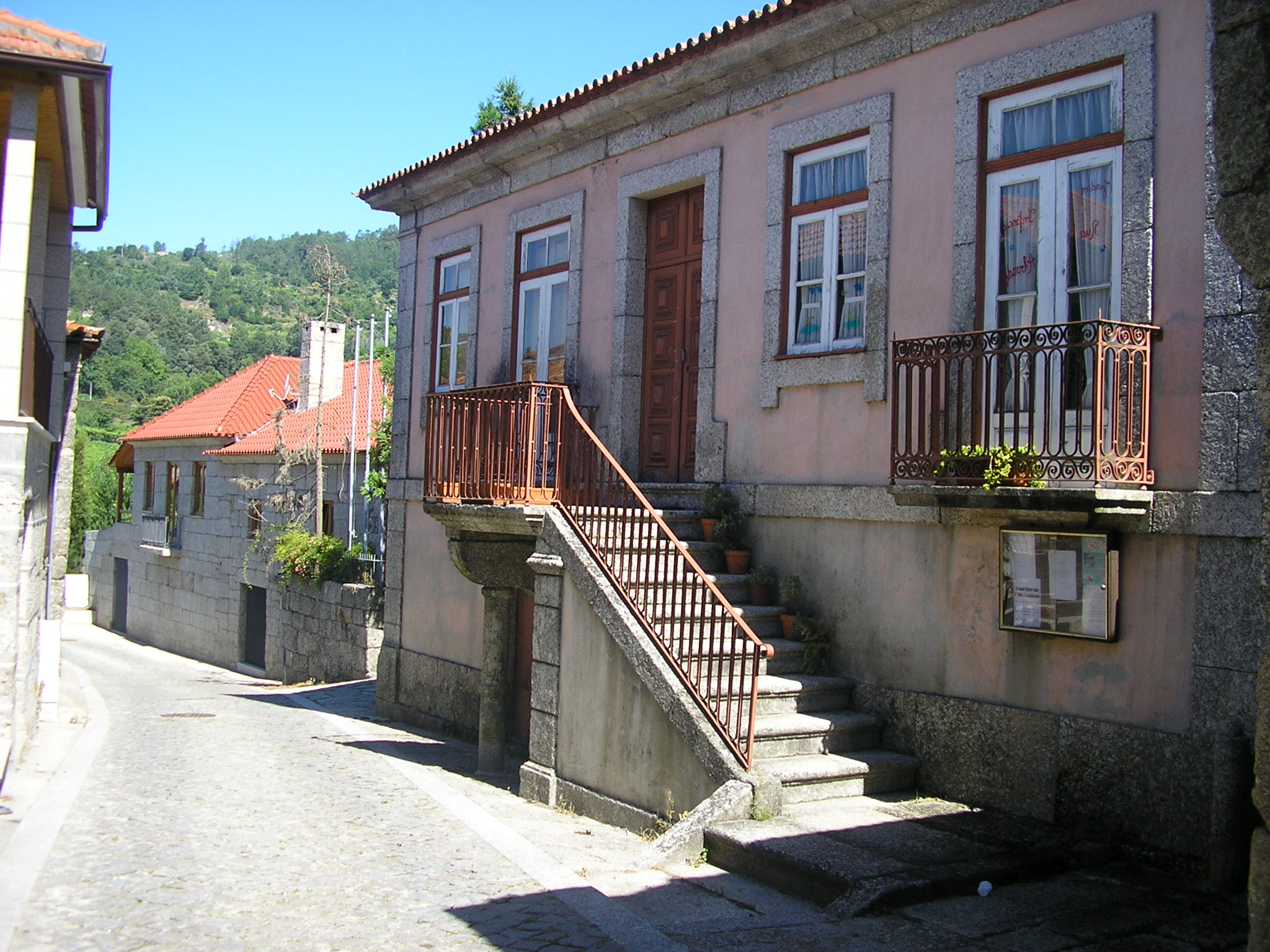
Junta de Freguesia
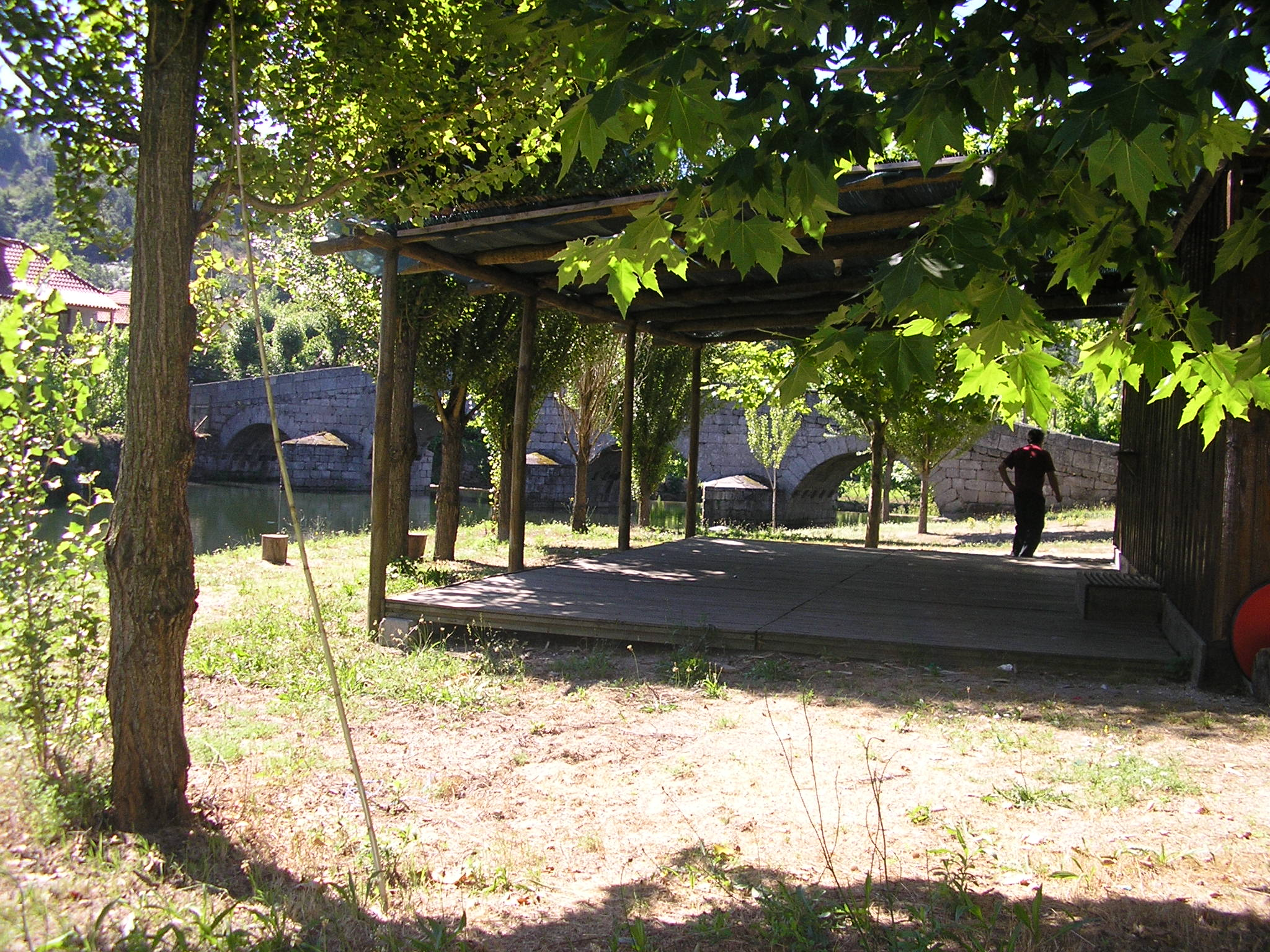
Praia Fluvial
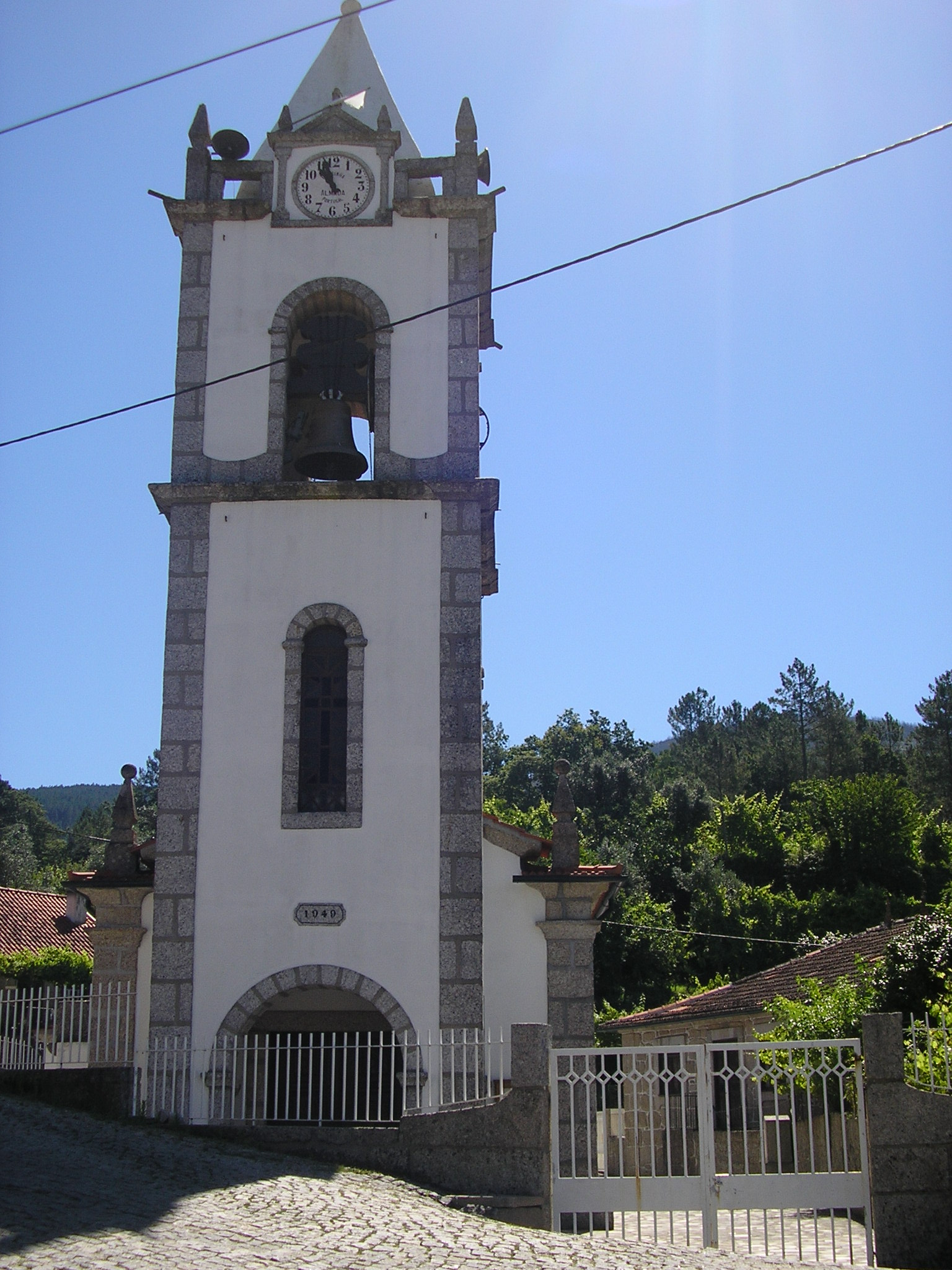
Igreja Paroquial
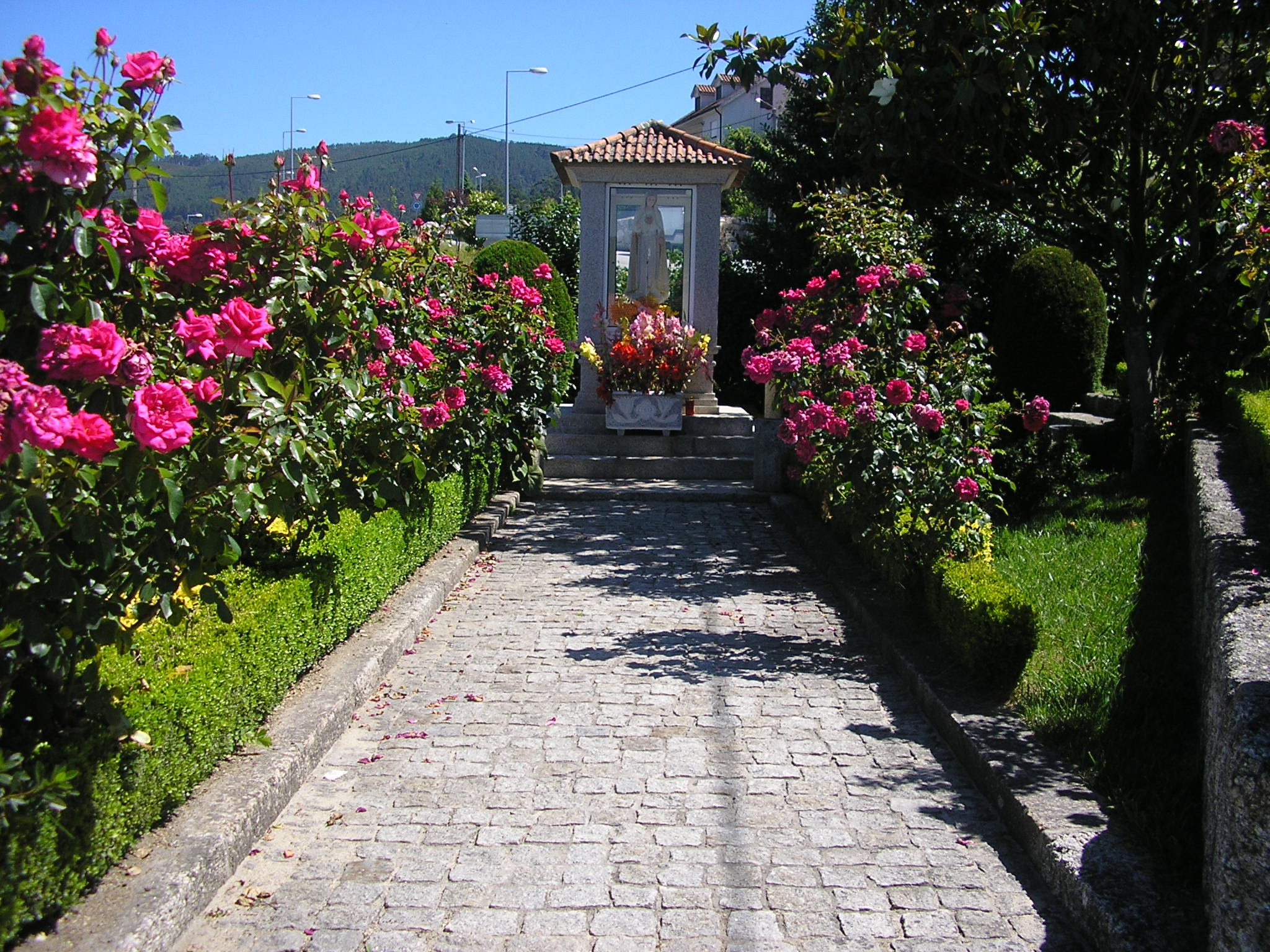
Santinha
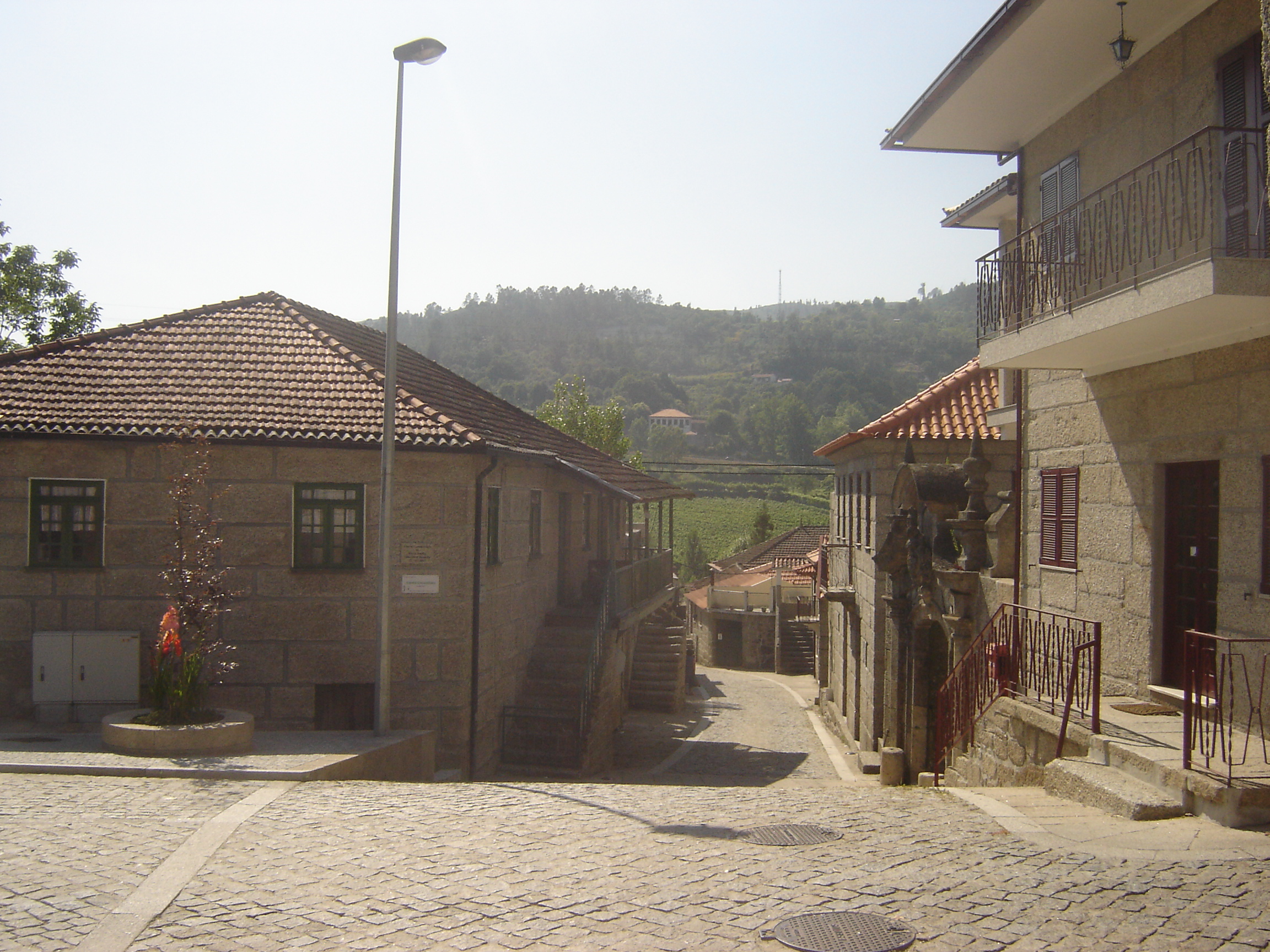
Lugar da Rua
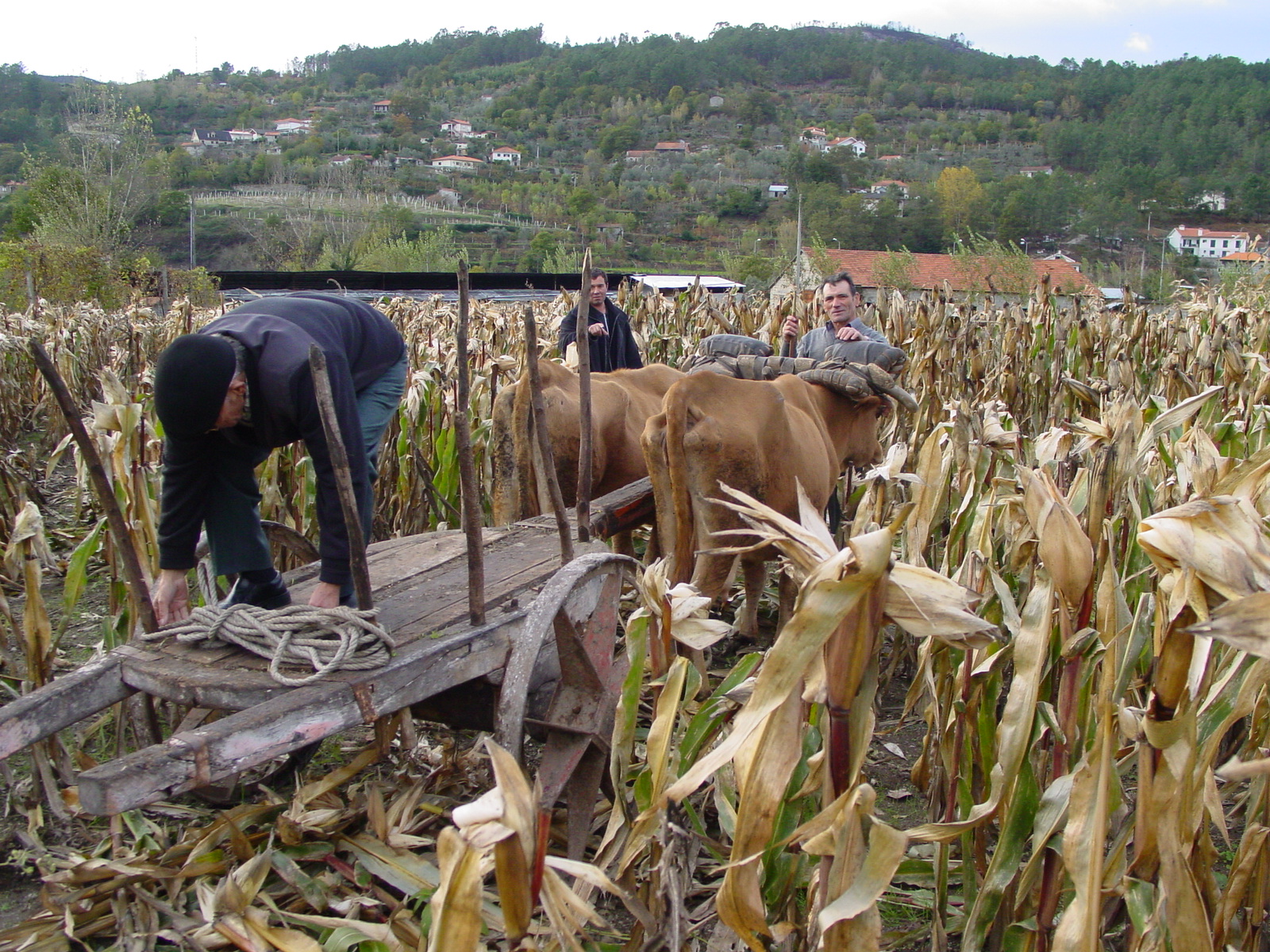
Desfolhada